# Latrodectus lilianae
Latrodectus lilianae is een spin uit de familie der kogelspinnen. Ze komt voornamelijk voor in Spanje en Portugal, waar ze voornamelijk op de garrigue en maquis voorkomen.
Op het abdomen heeft deze spin witte en oranje lijnen, tot vlak aan het cephalothorax. De spin is helemaal zwart gekleurd. De kleur varieert van beige tot wit, maar verdonkert bij de poten, die bruin tot zwart zijn.
Het effect van het gif is onbekend.